# Curt Timm
Curt Timm (* 29. Januar 1926 in Hamburg; † 22. Juli 2015 in Speyer) war ein deutscher Schauspieler, Regisseur, Sprecher und Intendant.

## Leben
Curt Timm hat an der Hochschule für Musik und Theater Hamburg eine Ausbildung als Schauspieler und als Regisseur für Schauspiel und Oper absolviert. Nach diversen Engagements als Schauspieler, Regieassistent und Dramaturg wurde er Chefdramaturg und Oberspielleiter des Stralsunder Theaters. Ab 1953 war er dort Intendant. Parallel dazu wirkte er als Dozent an der Staatlichen Schauspielschule für dramatischen Unterricht und Sprechtechnik.
Anfang der 1960er-Jahre lebte er in Hamburg, wo er als Schauspieler am Thalia-Theater bei Willy Maertens und als Regisseur am Künstlertheater Engagements hatte. 1967 übernahm er kurzzeitig das „Intime Theater“, das der Baden-Badener Großkaufmann und Theaterunternehmer Heinz Mehnert kurz zuvor in den Kellerräumlichkeiten des theaters 53 eröffnet hatte. Als Regisseur beim Norddeutschen Rundfunk und bei Radio Bremen produzierte er mehr als 60 Hörspiele. Timm hatte Ende der 1960er Jahre auch einige Rollen bei Europa.
Von 1974 bis 1986 war er Intendant des Theaters in Flensburg.
Neben seinen vielen Bühnenrollen konnte man ihn immer mal wieder auch im Fernsehen entdecken, wo er in verschiedenen Serien wie Tatort oder Bella Block mitwirkte. 
Seit 1986 war Timm verstärkt als Rezitator in Deutschland, Österreich und der Schweiz tätig. Mit seiner CD-Reihe „Spuren des Wortes“ trug er zu einer neuen Auseinandersetzung mit der Bibel bei. Jedes biblische Thema wird in Dialog zu seiner literarischen Aufarbeitung gesetzt. Musikalische Interpretationen runden den jeweiligen Themenkomplex ab. Bisher sind erschienen:
- „Die Schöpfung“ mit Martin Bruchwitz an der Orgel
- „Das Paradies“ mit Matthias Janz an der Orgel

2007 arbeitete Timm als Rezitator an „Klaus Störtebeker“, basierend auf dem Roman von Wilhelm Lobsien. 2008 sprach er das Hörbuch zu dem Roman „Der Fall von Paris“ von Gerdt Fehrle. Im März 2014 zog er sich aus dem Berufsleben zurück. Am 22. Juli 2015 starb er im Alter von 89 Jahren in Speyer am Rhein, wo er seit 2008 lebte.

## Inszenierungen
- „Babel“ von Günther Weißenborn, deutsche Erstaufführung des Schauspiels
- „Vorstadtlegende“ von dem tschechischen Dichter Vraszek
- „Don Giovanni“ mit Staatskapellmeister Hans Löwlein von der Staatsoper Berlin, Vlasta Urbanova vom Nationaltheater Prag und Manfred Schmidt von der Staatsoper Berlin
- Urfassung des „Jedermann“ von Hans Stricker (1584) zur 700-Jahr-Feier der Stadt Flensburg in der Marienkirche; musikalische Leitung Matthias Janz
- „Thomas Chatterton“ von Hans Henny Jahnn (erste Inszenierung nach der Uraufführung der Gründgens-Inszenierung)

## Filmografie (Auswahl)
- 1964: Das Kriminalgericht – Der Fall Nebe
- 1965: Das Feuerzeichen (Fernsehfilm)
- 1965: 1939 – Ein Tag – Bericht aus einem deutschen Konzentrationslager
- 1969: Ida Rogalski
- 1969: Percy Stuart
- 1970: Perrak
- 1971: Fluchtweg St. Pauli – Großalarm für die Davidswache
- 1972: Mit dem Strom
- 1974: Hamburg Transit – Ein dankbares Opfer
- 1975: Motiv Liebe – Anonym
- 1975: Hoftheater (div. Folgen als Gastwirt Gatow)
- 1978: Tatort – Himmelfahrt
- 1982: Mein Sohn, der Minister
- 1998: Ufos über Waterlow

## Hörspiele

### Als Regisseur
- 1961: Haal över – Autorin: Irmgard Seidel
- 1962: Een ward fehlen – Autor: Walter Köster
- 1962: De Deenstplan – Autor: Karl Hermann Cordt
- 1963: Gegen de Vörschrift – Autor: Karl Hermann Cordt
- 1964: Schalterdeenst – Autor: Karl Hermann Cordt
- 1965: De gröne Muskant (auch als Sprecher) – Autor: Walter Volbehr
- 1965: Cilli Cohrs – Autor: Gorch Fock
- 1965: Sössunsösstig – Autor: Heinrich Dieckelmann
- 1966: Dat Sympathiemiddel – Autor: Max Dreyer
- 1966: De swarte Hahn – Autor: Herbert Bellmer
- 1966: Palmarum Sössteihn (auch als Sprecher) – Autor: Hein Bredendiek
- 1966: De Wegg torügg (auch als Sprecher) – Autor: Friedrich Hans Schaefer
- 1967: De Termin – Autor: Hans Heitmann
- 1967: De mit dat Teken (auch als Sprecher) – Autor: Friedrich Hans Schaefer
- 1967: Dat weer de Nachtigall, de sung – Autor: Paul Jessen
- 1968: De Narr (auch als Sprecher) – Autor: Friedrich Hans Schaefer
- 1968: De Windbütel (auch als Sprecher) – Autor: Charles Haugbøll
- 1968: Vergeten will Kriemhilde nich – Autor: Dieter Bellmann
- 1969: Anstahn – Autor: Karl Heinz Köhn
- 1969: Mit frömde Papiern (auch als Sprecher) – Autor: Friedrich Hans Schaefer
- 1969: Aflopen Water – Autor: Karl Bruno Wehner
- 1969: Hans Nüms – Autor: Friedrich Hans Schaefer
- 1970: Storm üm't Hus – Autor: Siegfried Bokelmann
- 1970: De Weltünnergang – Autor: Rudolf Heyer
- 1971: Dat stahlen Glück – Autor: Hans Bunje
- 1972: Op de Ledder – Autor: Friedrich Hans Schaefer
- 1972: Verlorn Drööm – Autor. Friedrich Hans Schaefer
- 1975: Na' söss Joahr – Autor: Reinhard Reinke
- 1977: Johanninacht – Autor: Konrad Hansen
- 1977: Bloss eenmol in't Joahr – Autor: Reinhard Reinke
- 1977: Mank Möhlsteen – Autorin: Hilda Kühl
- 1978: De holsteensche Faust – Autor: Friedrich Hans Schaefer
- 1979: Söben Tügen – Autor: Wolfgang Altendorf

### Nur als Sprecher
- 1960: Ausnahmezustand – Regie: Fritz Schröder-Jahn
- 1960: De verloren Söhn – Regie: Hans Tügel
- 1960: Ein ruhiges Haus – Regie: Fritz Schröder-Jahn
- 1961: Hotel zur ewigen Ruhe (aus der Reihe: Die Jagd nach dem Täter) – Regie: S. O. Wagner
- 1961: Wo ist der Tote (aus der Reihe: Die Jagd nach dem Täter) – Regie: S. O. Wagner
- 1961: Salto mortale – Regie: Fritz Schröder-Jahn
- 1962: Michael Kohlhaas – Regie: Kraft-Alexander
- 1962: Der Sog – Regie: Fritz Schröder-Jahn
- 1964: Dag und Nacht – Regie: Nicht angegeben
- 1967: Klavier im Fluß – Regie: Gert Westphal
- 1968: To laat – Regie: Heinz Lanker

## Hörbücher
- Spuren des Wortes. Die Schöpfung. Die Bibel und Literatur im Dialog. Audio-CD, ISBN 3-87503-117-2.
- Spuren des Wortes. Das Paradies. Die Bibel und Literatur im Dialog. Audio-CD